# Michael Dante DiMartino
Michael Dante DiMartino (18 luglio 1974) è uno sceneggiatore e produttore cinematografico statunitense.
È uno dei due co-creatori nonché produttore esecutivo della serie animata di successo Avatar - La leggenda di Aang e della serie animata La leggenda di Korra sequel del suo predecessore.

## Biografia
Prima di Avatar, Mike ha lavorato per dodici anni al Film Roman, aiutando a dirigere King of the Hill, I Griffin e Mission Hill oltre al suo cortometraggio animato, Atomic Love, che è stato proiettato in numerosi festival cinematografici di alto profilo. La dedica alla memoria di suo padre può essere vista nell'ultimo episodio di Avatar - La leggenda di Aang. In un'intervista del 2010 il presidente di Nickelodeon, Cyma Zarghami, ha confermato che DiMartino e Brian Konietzko stavano sviluppando una nuova serie per la rete, chiamata La leggenda di Korra. La serie è stata presentata per la prima volta il 14 aprile 2012, eseguendo 12 episodi per il primo libro "Air" e 14 per il secondo libro "Spirits", presentato in anteprima il 13 settembre 2013 a 2,60 milioni di spettatori negli Stati Uniti, quindi il terzo libro "Change "e il quarto e ultimo libro" Balance "di 13 episodi ciascuno.
Il 4 ottobre 2016, Michael Dante DiMartino ha pubblicato un nuovo romanzo originale, Rebel Genius. La storia presenta un protagonista dodicenne, Giacomo, che scopre di possedere un "Genius" magico, l'incarnazione vivente dello spirito creativo di un artista, in un mondo in cui l'espressione artistica è fuorilegge.
Nel settembre 2018, è stato annunciato che Konietzko e DiMartino sarebbero stati produttori esecutivi e showrunner per il remake live-action di Avatar - La leggenda di Aang di Netflix, ma si sono licenziati per divergenze creative.
Nel 2007, Di Martino ha ottenuto la nomination al Premio Emmy in qualità di produttore esecutivo di Avatar: La leggenda di Aang.

## Filmografia
| Anno      | Titolo                                     | Creator / Showrunner | Regista | Writer | Produttore esecutivo | Story Editor | Actor | Ruolo          | Note                           |
| --------- | ------------------------------------------ | -------------------- | ------- | ------ | -------------------- | ------------ | ----- | -------------- | ------------------------------ |
| 1999–2002 | Family Guy                                 | No                   | Si      | No     | No                   | No           | No    | N.D.           | 6 episodes                     |
| 2000–2003 | King of the Hill                           | No                   | Si      | No     | No                   | No           | No    | N.D.           | 3 episodes                     |
| 2002      | Mission Hill                               | No                   | Si      | No     | No                   | No           | No    | N.D.           | Episode "Unemployment: Part 2" |
| 2005–2008 | Avatar: The Last Airbender                 | Si                   | Si      | Si     | Si                   | Si           | No    | N.D.           |                                |
| 2010      | L'ultimo dominatore dell'aria              | No                   | No      | No     | Si                   | No           | No    | N.D.           |                                |
| 2012–2014 | La leggenda di Korra (The Legend of Korra) | Si                   | Si      | Si     | Si                   | Si           | Si    | Various Voices |                                |
| 2021      | Adventures in Wonder Park                  | No                   | Si      | No     | No                   | No           | No    | N.D.           | Episode "Pilot"                |